# 克里斯普 (伊利諾伊州)
克里斯普（英語：Crisp）是位於美國伊利諾伊州韋恩縣的一個非建制地區。該地的面積和人口皆未知。

## 地理
克里斯普的座標為38°26′22″N 88°35′44″W / 38.43944°N 88.59556°W，而該地的平均海拔高度為139米（即456英尺）。